# Litein
Litein es una localidad de Kenia, con estatus de villa, perteneciente al condado de Kericho.
Tiene 104 600 habitantes según el censo de 2009, la mayoría de los cuales vive en las áreas rurales que rodean al núcleo principal. Se sitúa al sur del condado, en un área rural limítrofe con el condado de Bomet.

## Demografía
Los 104 600 habitantes de la villa se reparten así en el censo de 2009:
- Población urbana: 6061 habitantes (2990 hombres y 3071 mujeres)
- Población periurbana: 3042 habitantes (1496 hombres y 1546 mujeres)
- Población rural: 95 497 habitantes (47 280 hombres y 48 217 mujeres)

## Transportes
Se sitúa sobre la carretera C23, que une Kericho al norte con la carretera B3 al sur. Desde la B3 se puede ir al oeste a Kisii y al este a Bomet y Narok. Al este de Litein sale la C24, una ruta alternativa para ir a Bomet.